# Fußball-Weltmeisterschaft 1974/Bulgarien
Dieser Artikel behandelt die bulgarische Fußballnationalmannschaft bei der Fußball-Weltmeisterschaft 1974.

## Qualifikation
| Bulgarien  | - | Nordirland | 3:0 | Bonew 18' 85', Kolew 53'                 |
| Zypern     | - | Bulgarien  | 0:4 | Michajlow 2', Denew 15', Bonew 17' 80'   |
| Bulgarien  | - | Portugal   | 2:1 | Denew 38', Bonew 60' / Nené 74'          |
| Nordirland | - | Bulgarien  | 0:0 |                                          |
| Portugal   | - | Bulgarien  | 2:2 | Quaresma 48', Simões 89' / Bonew 56' 65' |
| Bulgarien  | - | Zypern     | 2:0 | Kolew 2', Denew 65'                      |

## Bulgarisches Aufgebot
| Nummer / Name | Nummer / Name       | Damaliger Verein    | Geburtstag | Länderspiele |
| Torhüter      | Torhüter            | Torhüter            | Torhüter   | Torhüter     |
| ------------- | ------------------- | ------------------- | ---------- | ------------ |
| 1             | Rumencho Goranow    | Lokomotive Sofia    | 17.03.1950 |              |
| 21            | Stefan Staikow      | Lewski Sofia        | 03.10.1949 |              |
| 22            | Simeon Simeonow     | Lewski Sofia        | 26.04.1946 |              |
| Abwehr        |                     |                     |            |              |
| 2             | Iwan Safirow        | ZSKA Sofia          | 30.12.1947 |              |
| 3             | Dobromir Schetschew | Lewski Sofia        | 12.11.1942 |              |
| 6             | Dimitar Penew       | ZSKA Sofia          | 12.07.1945 |              |
| 7             | Wojn Wojnow         | Lewski Sofia        | 07.09.1952 |              |
| 12            | Stefan Aladschow    | ZSKA Sofia          | 18.10.1947 |              |
| 13            | Mladen Wasilew      | Akademik Sofia      | 29.07.1947 |              |
| 18            | Zonjo Wasilew       | ZSKA Sofia          | 07.01.1952 |              |
| 19            | Kiril Iwkow         | Lewski Sofia        | 21.06.1946 |              |
| Mittelfeld    |                     |                     |            |              |
| 4             | Stefan Welitschkow  | Etar Weliko Tarnowo | 15.02.1949 |              |
| 5             | Boschil Kolew       | ZSKA Sofia          | 20.05.1949 |              |
| 8             | Christo Bonew       | Lokomotive Plowdiw  | 03.02.1947 |              |
| 10            | Iwan Stojanow       | Lewski Sofia        | 20.01.1949 |              |
| 11            | Georgi Denew        | ZSKA Sofia          | 18.04.1950 |              |
| 17            | Asparuch Nikodimow  | ZSKA Sofia          | 21.08.1945 |              |
| Angriff       |                     |                     |            |              |
| 9             | Atanas Michajlow    | Lokomotive Sofia    | 04.07.1949 |              |
| 14            | Kiril Milanow       | Lewski Sofia        | 17.10.1948 |              |
| 15            | Pawel Panow         | Lewski Sofia        | 14.09.1950 |              |
| 16            | Boschidar Grigorow  | Slawia Sofia        | 27.07.1945 |              |
| 20            | Krassimir Borisow   | Lewski Sofia        | 08.04.1950 |              |
| Trainer       |                     |                     |            |              |
|               | Christo Mladenow    |                     | 07.01.1928 |              |

## Spiele der bulgarischen Mannschaft

### Erste Runde
- Schweden –  Bulgarien 0:0

Stadion: Rheinstadion (Düsseldorf)
Zuschauer: 22.500
Schiedsrichter: Pérez Núñez (Peru)
- Uruguay –  Bulgarien 1:1 (0:0)

Stadion: Niedersachsenstadion (Hannover)
Zuschauer: 12.000
Schiedsrichter: Taylor (England)
Tore: 0:1 Bonew (75.), 1:1 Pavoni (87.)
- Niederlande –  Bulgarien 4:1 (2:0)

Stadion: Westfalenstadion (Dortmund)
Zuschauer: 52.100
Schiedsrichter: Boskovic (Australien)
Tore: 1:0 Neeskens (5.) 11m, 2:0 Neeskens (45.) 11m, 3:0 Rep (71.), 3:1 Krol (78.) Eigentor, 4:1 de Jong (88.)
Nach der Vorrunde waren sich alle Beobachter einig. Das beste Team in diesem Endrundenabschnitt waren (neben den Polen) die Niederländer um die beiden Johanns, Cruyff und Neeskens. Gegen die abwehrstarken Schweden reichte es im zweiten Spiel der Gruppe III zwar nur zu einem 0:0, doch Uruguay (2:0) und Bulgarien (4:1) wurden souverän besiegt. Die Schweden glänzten vor allem beim 3:0-Erfolg gegen die Urus, die, immer noch angriffsschwach, nun auch noch in der Abwehr eklatante Schwächen offenbarten. Bulgarien schaffte immerhin gegen Schweden (0:0) und Uruguay (1:1) zwei Punkte. Zum Weiterkommen war das jedoch zu wenig.